# Langsteelgraafwespen
De langsteelgraafwespen (Sphecidae) zijn een familie van graafwespen die meestal als aparte groep (Spheciformes) binnen de superfamilie Apoidea wordt gezien. Andere soorten graafwespen vallen onder de familie Crabronidae. In andere indelingen hebben de graafwespen een eigen superfamilie (Sphecoidea). De verschillende soorten hebben een tamelijk grote variatie in habitus. Er zijn ook 3 andere families binnen de Apoidea die graafwespen worden genoemd, de Sphecidae staan ook wel bekend als sphecide graafwespen voor het onderscheid.

## Kenmerken
Er zijn 'sluipwespachtige' rood-zwarte gekleurde slanke soorten, naast robuuste soorten met de karakteristieke geel-zwarte wespentekening. Er zijn grote soorten tot zeer kleine soorten van slechts 3 mm. Kenmerkend voor alle soorten is de vorm van het eerste segment van het borststuk, dat aan de zijkant niet tot aan de vleugelschubben (tegulae) reikt. De achterkant van het pronotum eindigt aan de zijkant vaak in een knobbel. De lichaamslengte varieert van 0,4 tot 4,8 cm.

## Leefwijze
Graafwespen zijn solitaire wespen die tunnel-achtige nesten graven op zandige plaatsen. Na het graven van een nest wordt dit gesloten. Voordat de wesp een prooi gaat halen, prent zij zich de positie van het nest in. De prooi wordt verlamd door een steek met de angel en naar het nest gevlogen of gesleept. De bekende rupsendoders gebruiken rupsen als prooi: de larve leeft van de rupsen en overwintert als pop in het nest. Sommige soorten inspecteren hun broednesten regelmatig en vullen de voedselvoorraad verscheidene malen bij. Andere soorten voorzien hun nesten direct van de benodigde hoeveelheid voedsel en sluiten het daarna hermetisch af.

## Specialisatie
Net zoals bij de Crabronidae zijn langsteelgraafwespen gespecialiseerd in een bepaald type prooi, in Nederland zijn dit rupsen van vlinders, sprinkhanen en sabelsprinkhanen.

## Taxonomie
Volgens de ITIS Catalogue of Life 2011 zijn er 747 soorten langsteelgraafwespen bekend, die behoren tot de volgende geslachten:
- Ammophila
- Argogorytes
- Chalybion
- Chilosphex
- Chlorion
- Dynatus
- Eremnophila
- Eremochares
- Hoplammophila
- Isodontia
- Palmodes
- Parapsammophila
- Penepodium
- Pison
- Podagritus
- Podalonia
- Podium
- Prionyx
- Rhopalum
- Sceliphron
- Sphex
- Spilomena
- Stangeella
- Tachysphex
- Trigonopsis

## In Nederland waargenomen soorten
- Genus: Ammophila
  - Ammophila campestris - (Kleine rupsendoder)
  - Ammophila pubescens - (Behaarde rupsendoder)
  - Ammophila sabulosa - (Grote rupsendoder)
- Genus: Isodontia
  - Isodontia mexicana - (Mexicaanse zwartsteel)
- Genus: Podalonia
  - Podalonia affinis - (Gewone aardrupsendoder)
  - Podalonia hirsuta - (Ruige aardrupsendoder)
  - Podalonia luffii - (Duinaardrupsendoder)
- Genus: Prionyx
  - Prionyx kirbii - (Kirby's langsteelgraafwesp)
- Genus: Sceliphron
  - Sceliphron caementarium - (Amerikaanse langsteelgraafwesp)
  - Sceliphron curvatum - (Oosterse langsteelgraafwesp)
- Genus: Sphex
  - Sphex funerarius - (Sabelsprinkhanendoder)

## Galerij

Ammophila sabulosa sluit het hol af met een steentje.
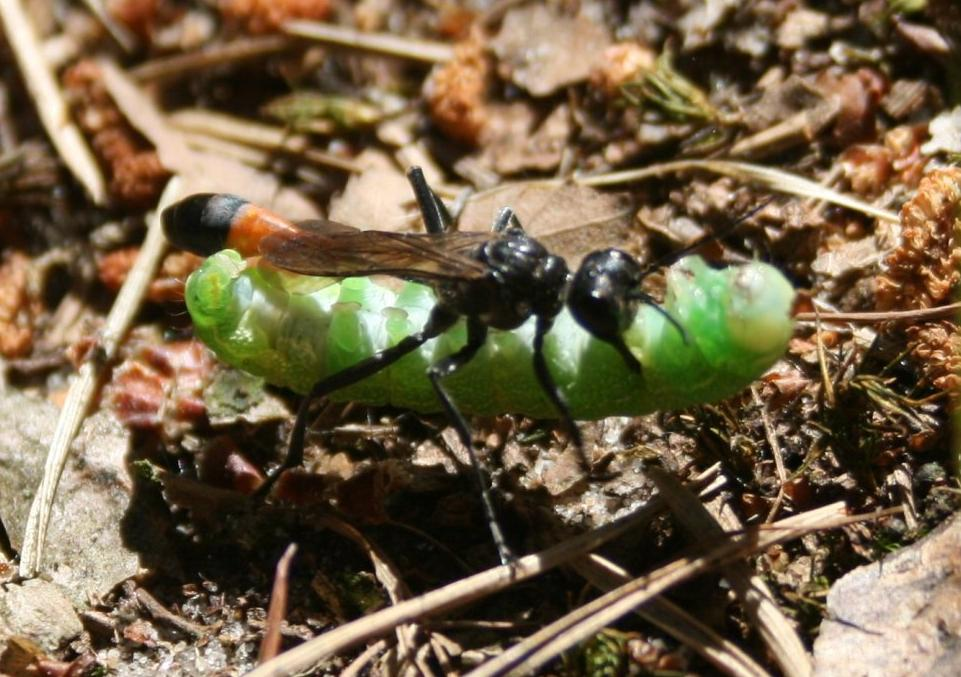
Ammophila sabulosa draagt een rups.
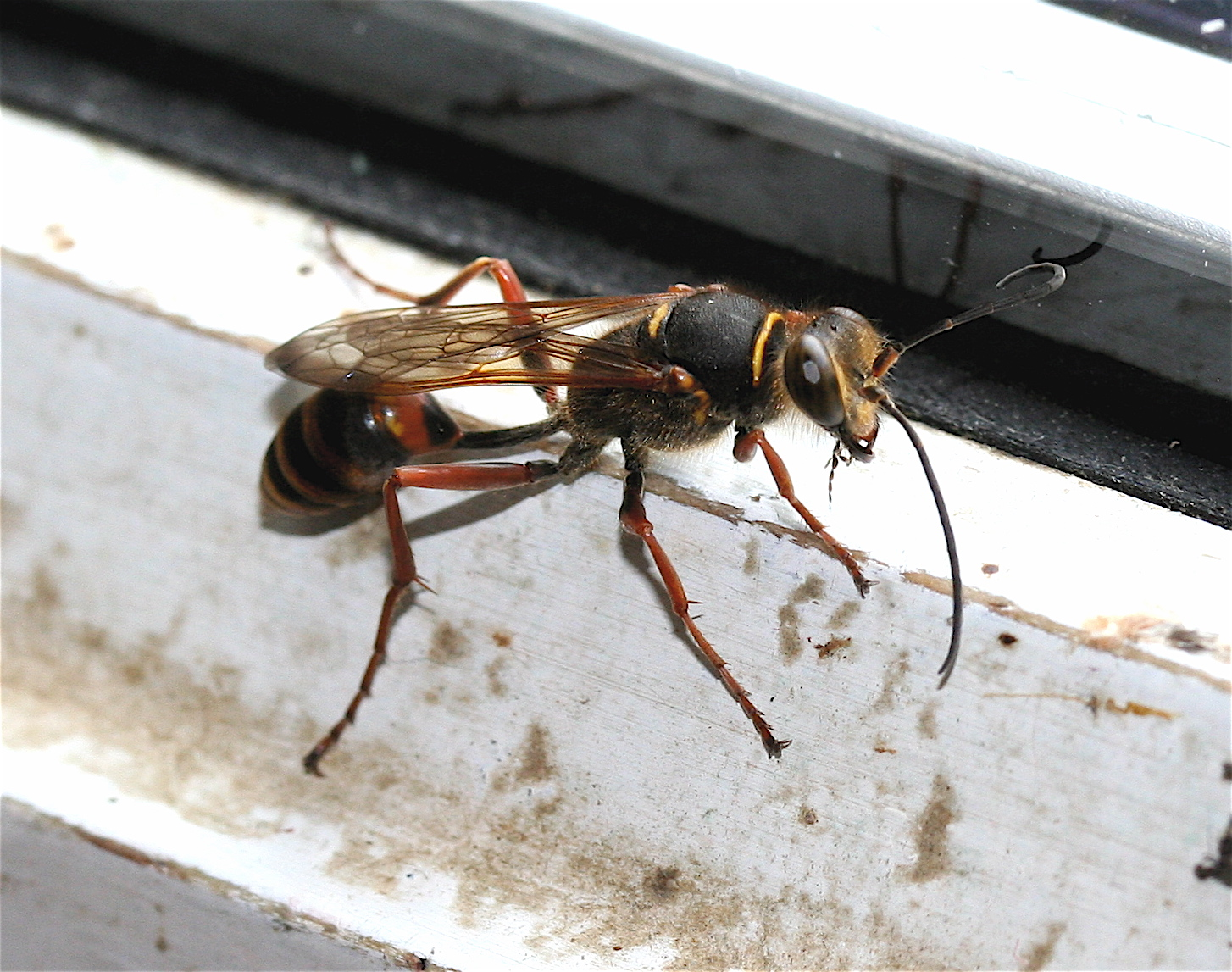
Sceliphron curvatum
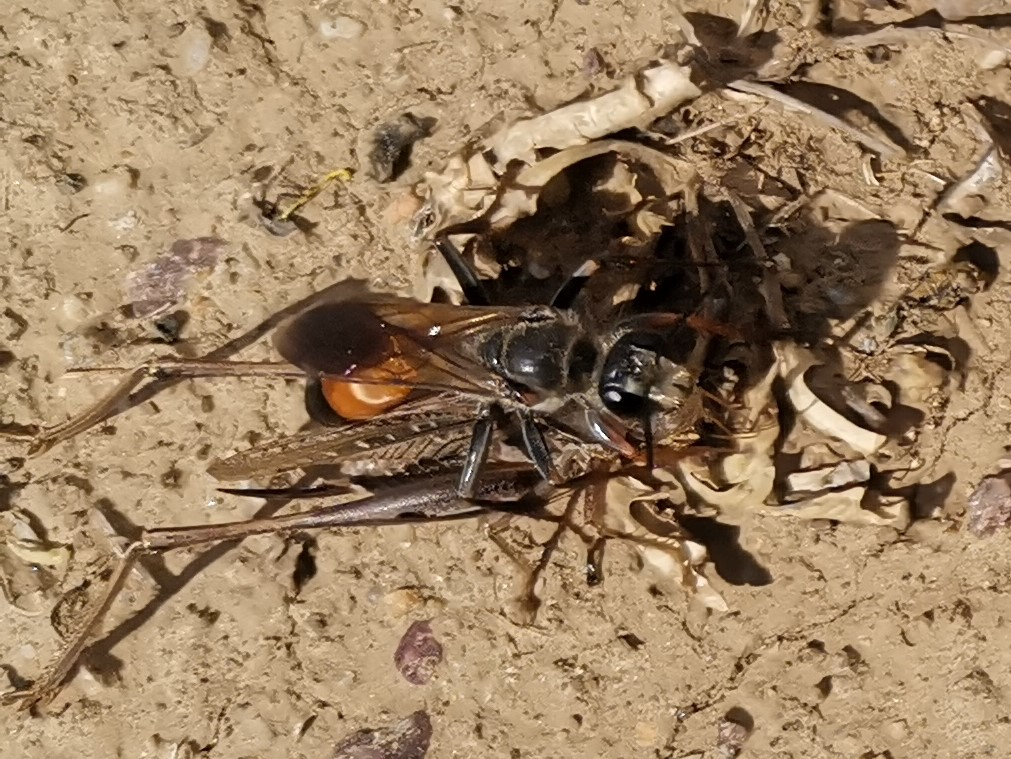
Sphex funerarius met sabelsprinkhaan